# Samurai-Wespe
Die Samuraiwespe (Trissolcus japonicus) ist eine parasitoide Wespe aus der Familie Scelionidae. Sie stammt aus Ostasien, kommt mittlerweile aber auch in Europa und Nordamerika vor. Am 18. August 2020 wurde sie erstmals in Deutschland nachgewiesen. Sie ist bekannt als Parasit der Eier der Marmorierten Baumwanze (Halyomorpha halys). Ihre Eier legt sie in die Eier der Baumwanze und die Larven ernähren sich von den Eiern. Aus jedem befallenen Ei schlüpft eine einzelne ausgewachsene Wespe.

## Merkmale

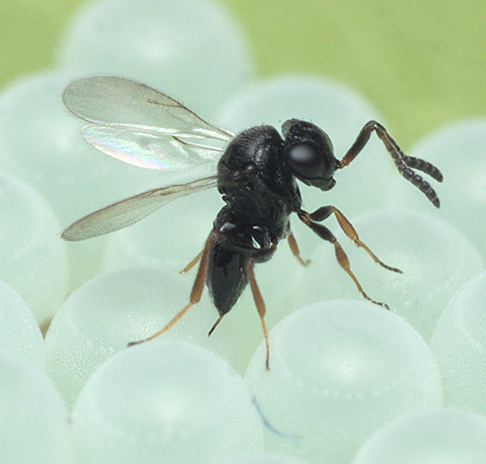
Trissolcus japonicus bei der Eiablage in die Eier der Baumwanze.

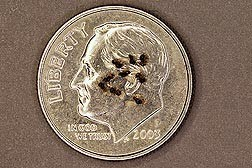
Größenvergleich: Trissolcus japonicus auf einem US-Dime.

Wie typisch für die Verwandtschaft ist die Samuraiwespe ein sehr kleiner Vertreter der Legimmen. Der Kopf ist kurz und auffallend breit, breiter als der Rumpfabschnitt, er ist auf der Vorderseite konvex gewölbt, auf der Hinterseite tief konkav ausgehöhlt. Die Antennen sind mäßig lang, mit einem sehr langen Grundglied und einer gekniet (im Winkel) daran anschließenden Geißel, die am Ende eine deutlich verbreiterte Keule aus sechs Gliedern aufweist; Weibchen besitzen elf, Männchen zwölf Fühlerglieder. Sie sind am Kopf auffallend tief, nahe am Vorderrand der Stirn, eingelenkt. An der Einlenkung der Fühlerbasis sind zwischen Kopfkapsel und Grundglied (Scapus) sogenannte Radicula (kurze, stark gebogene Zwischenglieder) eingeschoben. Die Flügel sind glasklar hyalin mit stark reduzierter Aderung: Es ist nur am Vorderrand eine zum Rand parallele Ader (Submarginalader) vorhanden, die in eine Randader (Marginalader) einmündet. Von dieser geht im spitzen Winkel eine kurze Ader (Stigmalader) ab, die blind auf der Membran endet. Hinter dem Abzweig setzt sich die Randader als Postmarginalader fort. Bei der Verwandtschaft ist die Marginalader kurz und die Postmarginalader länger als die Stigmalader, alle sind dunkel gefärbt. Am Rumpfabschnitt sind sogenannte Notauli (Längsfurchen auf den Seiten des Mesoscutum) vorhanden und deutlich. Am freien Hinterleib ist der zweite Tergit der mit Abstand längste, länger als alle folgenden zusammengenommen. Bei den Arten der Gattung Trissolcus tragen die Wangen am Kopf keine Kiele, Kanten oder Strichel, die Stirn (Frons) zwischen den Antennengruben und den Ocelli ist deutlich skulpturiert (nicht völlig glatt), die Komplexaugen wirken unbehaart (bis zu sechzigfacher Vergrößerung keine Haare erkennbar).
Die Unterscheidung der Arten von Trissolcus ist nicht einfach, zumal auch in Europa andere Scelionidae, darunter auch mehrere Arten der Gattung Trissolcus, als Eiparasitoide der Baumwanze Halyomorpha halys nachgewiesen sind. So wurde etwa in Italien die ebenfalls eingeschleppte Trissolcus mitsukurii nachgewiesen. Die Bestimmung der Art in Europa ist möglich mit dem Schlüssel von Elijah J. Talamas und Kollegen in Verbindung mit der Arbeit von Francesco Tortorici und Kollegen. Wichtig sind unter anderem folgende Merkmale: Am Rand des Clypeus vor den Antennengruben sind vier Borsten (Setae) vorhanden, die Stirn (Frons) und das Mesoskutum sind vollständig mikroskulptiert, Die Überaugenkiele sind vollständig.
Die Art erreicht als Weibchen 1,16–1,85 mm, als Männchen 1,15–1,51 mm Körperlänge. Der Körper (Kopf, Rumpfabschnitt und freier Hinterleib) sind schwarz gefärbt. Die Antennen sind bis zum sechsten Segment gelblich bis braun, die Keule (bis zum elften Segment) dunkel. Die Beine besitzen dunkle Hüften und sind sonst meist gelb, oder auch bräunlich verdunkelt, die Schenkelringe und die Tarsen immer gelblich gefärbt.

## Lebensweise
Die Samuraiwespe ist, wie einige andere Scelionidae (der Gattungen Trissolcus, Telenomus, Psix und Gyron und anderer) ein Eiparasitoid der Marmorierten Baumwanze (Halyomorpha halys). In der natürlichen Heimat der Baumwanze, wie in China, ist sie der wichtigste Eiparasitoid von dieser, hier werden 50 bis 90 Prozent der Wanzeneier parasitiert. Einige heimische Eiparasitoide legen zwar in deren Eier ebenfalls ihre eigenen Eier ab, können sich darin aber nicht erfolgreich weiterentwickeln, so dass die Samuraiwespe als angepasste Art erfolgreicher in der biologischen Bekämpfung ist. Trissolcus japonicus akzeptiert sowohl in ihrer ostasiatischen Heimat wie auch in Nordamerika und Europa eine Vielzahl von Baumwanzen-Arten als Wirte, nicht nur die Marmorierte Baumwanze als Zielart der biologischen Schädlingsbekämpfung. In einer Untersuchung mit europäischen Arten wurden Eier von elf von dreizehn getesteten Wanzenarten akzeptiert und ermöglichten eine erfolgreiche Entwicklung der Wespe, bei den Arten  Palomena prasina, Arma custos, Rhaphigaster nebulosa und Pentatoma rufipes war die Erfolgsrate mindestens ebenso hoch wie bei Halyomorpha halys-Eiern. Auch bei anderen Arten, auch solchen mit geringem (Graphosoma lineatum) oder ohne jeden Fortpflanzungserfolg (Nezara viridula) wurden die Eier parasitiert und starben daraufhin ab. Im Wahlversuch wurde die Zielart Halyomorpha halys gegenüber vielen anderen, nicht aber gegenüber der einheimischen Pentatoma rufipes präferiert. Der ökologische Effekt auf solche Nicht-Zielarten ist derzeit nicht abschätzbar.
Weibchen der Samuraiwespe bevorzugen frische Wanzeneier, einen bis drei Tage nach der Ablage. Sie entwickelt sich sehr rasch, von der Eiablage bis zum Schlupf der Wespe in 10,5 Tagen bei 25 °C, in 7,3 Tagen bei 30 °C. Rechnerisch ergeben sich 132,5 Gradtage; damit wären theoretisch zehn Wespen-Generationen pro Jahr möglich. Bei der Art wird ein Weibchenüberschuss angegeben. Sie überwintert als Imago. Jedes Weibchen legt im Durchschnitt etwa 40,6 Eier.

## Verbreitung
Die Samuraiwespe ist eine ostasiatische Art, mit Verbreitung in Japan, Korea, China, Taiwan und dem russischen Fernen Osten (Region Primorje). Sie wurde fern dieses Gebiets in der Oblast Astrachan (als Trissolcus cercus Kozlov & Lê) nachgewiesen, hierher vermutlich mit Eiern der räuberischen Baumwanze Podisus maculiventris eingeschleppt, die zur biologischen Schädlingsbekämpfung in der Region freigelassen worden war. Möglicherweise geht auch die Ausbreitung in Europa schon auf dieses Ereignis zurück und wurde vor der späteren Einschleppung der Marmorierten Baumwanze nicht bemerkt.
2014 wurden während Kontrolluntersuchungen zwei eingebürgerte Populationen in den Vereinigten Staaten entdeckt. Genetische Tests zeigten, dass diese Wildpopulationen aus unbekannter Herkunft stammen: sie waren nicht miteinander verwandt und auch nicht mit den Laborstämmen, die seit 2007 zur Untersuchung der Biosicherheit in Quarantäne gezüchtet werden. Inzwischen wurde sie auch in Kanada (2017 in British Columbia) gefunden. Eine eingebürgerte europäische Population wurde während ähnlicher Kontrolluntersuchungen in der Schweiz 2017 entdeckt, die Art ist (Stand 2020) in Europa in der Südschweiz und in Norditalien als eingebürgert nachgewiesen.
Am 18. August 2020 gelang Wissenschaftlern des Landwirtschaftlichen Technologiezentrums Augustenberg in Zusammenarbeit mit einer Masterstudentin der Universität Hohenheim der Erstnachweis von Trissolcus japonicus im Raum Heidelberg.
Die Samuraiwespe ist kältetoleranter als ihr Wirt. Nach Modellierung wird angenommen, dass sie alle Regionen erreichen kann, in denen ihr Wirt leben kann. Ihre weitere Ausbreitung auch in Europa wird daher erwartet.

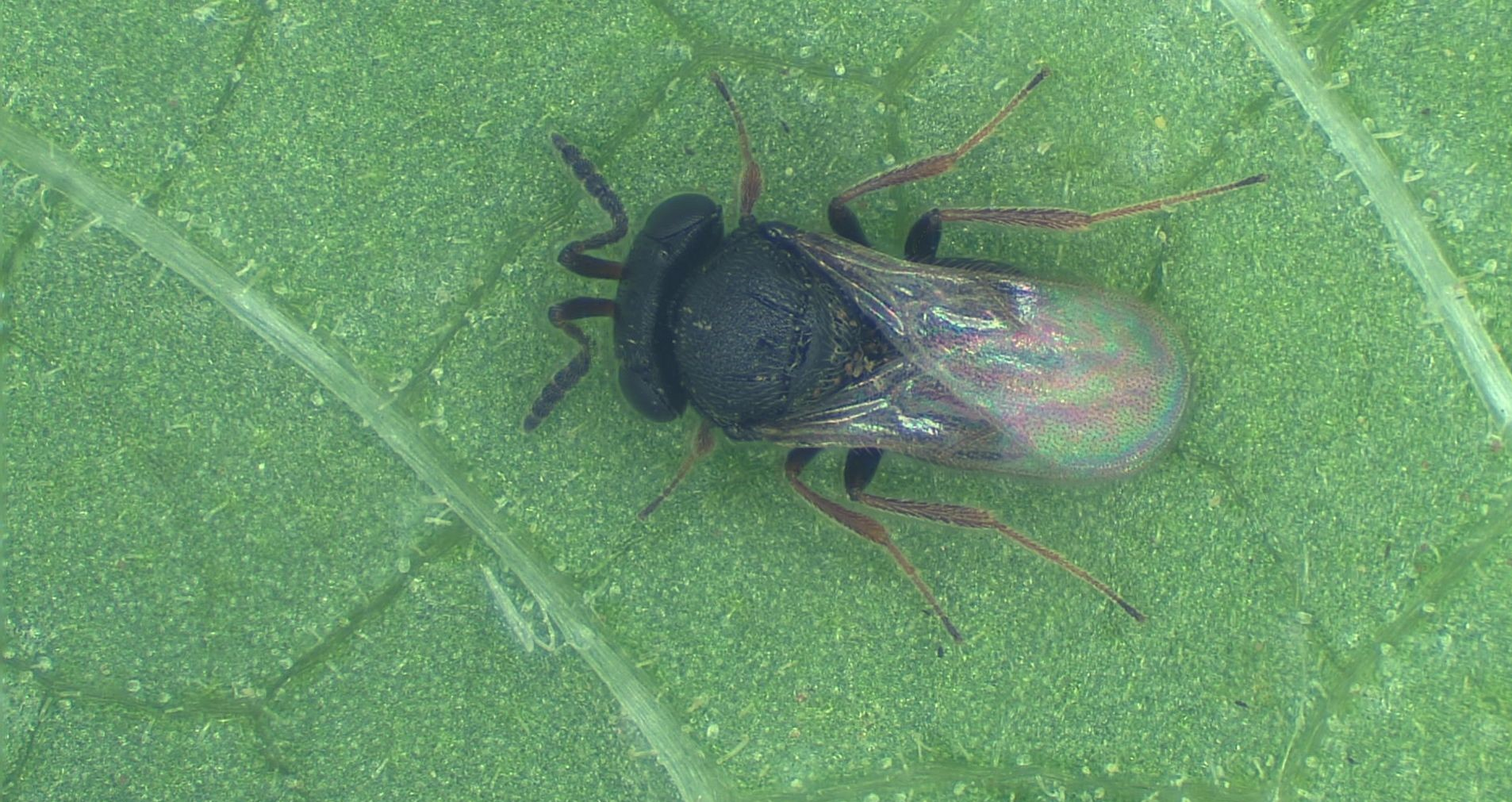
Mikroskopische Lebendaufnahme von einer in Deutschland (Raum Heidelberg) gefundenen Samurai-Wespe.

## Biologische Schädlingsbekämpfung
Trissolcus japonicus wird zur Biologischen Schädlingsbekämpfung gegen die Marmorierte Baumwanze in den Vereinigten Staaten, in Europa und Neuseeland eingesetzt. In den Vereinigten Staaten wird es wohl Jahre dauern, bis es eine ausreichende Populationsdichte gibt, um die Baumwanzen-Populationen einzudämmen, aber es werden unter Laborbedingungen zusätzliche Tiere gezüchtet. Mittlerweile (2019) gibt es auch Citizen Science Projekte in New York um die Verbreitung zu fördern. Im Juli 2020 startete Agroscope einen Freisetzungsversuch mit Samurai-Wespen in der Schweiz.

## Taxonomie
Trissolcus japonicus wurde 1904 von dem amerikanischen Entomologen William Harris Ashmead als Dissolcus japonicus erstbeschrieben. 1968 wurde sie in die Gattung Trissolcus gestellt. Innerhalb der Gattung gehört sie in die Trissolcus flavipes-Artengruppe.
Alle Arten der Gattung Trissolcus sind Eier-Parasiten bei Wanzen der Überfamilie Pentatomoidea. Die 2007 neu beschriebene Trissolcus halyomorphae wurde mit Trissolcus japonicus synonymisiert. Es gibt zahlreiche weitere Synonyme.